# 布雷泽
布雷泽（法語：Brézé，法語發音：[bʁeze] ⓘ）是法国曼恩-卢瓦尔省的一个旧市镇，位于该省东南部，属于索米尔区。2019年，布雷泽与临近的2个市镇合并为新市镇贝勒维涅堡（Bellevigne-les-Châteaux）。

## 地理
布雷泽（47°10'17"N, 0°3'30"W）面积20.05 平方千米，位于法国卢瓦尔河地区大区曼恩-卢瓦尔省，该省份为法国西部内陆省份，大致对应安茹地区，北起顺时针与马耶讷省、萨尔特省、安德尔-卢瓦尔省、维埃纳省、德塞夫勒省、旺代省、大西洋卢瓦尔省和伊勒-维莱讷省接壤。
与布雷泽接壤的市镇（或旧市镇、城区）包括：沙塞、埃皮耶、丰特夫罗拉拜、蒙特勒伊贝莱、圣西尔昂布尔、迪沃河畔圣瑞斯特。
布雷泽的时区为UTC+01:00、UTC+02:00（夏令时）。

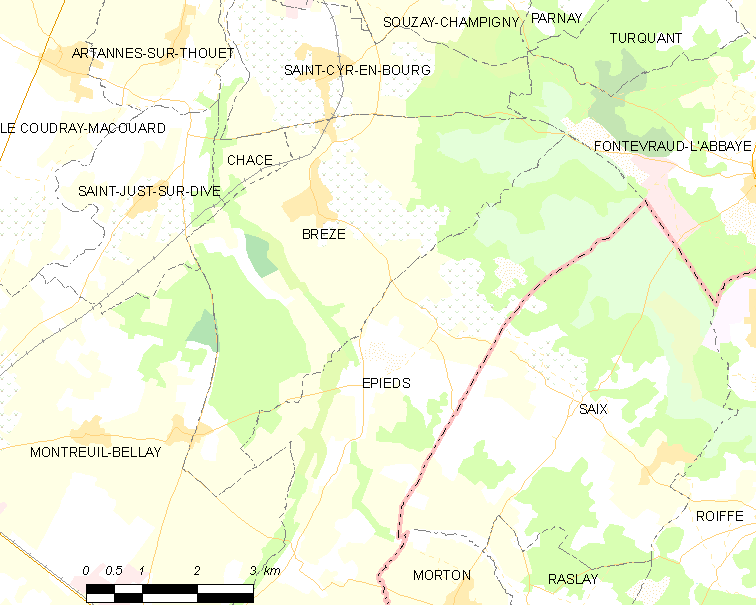
布雷泽的OSM定位图

## 行政
布雷泽的邮政编码为49260，INSEE市镇编码为49046。

## 政治
布雷泽所属的省级选区为安茹地区杜埃县。

## 人口

1962-2008年间布雷泽人口变化图示

布雷泽于2018年1月1日时的人口数量为1227人。

## 图集

布雷泽城堡
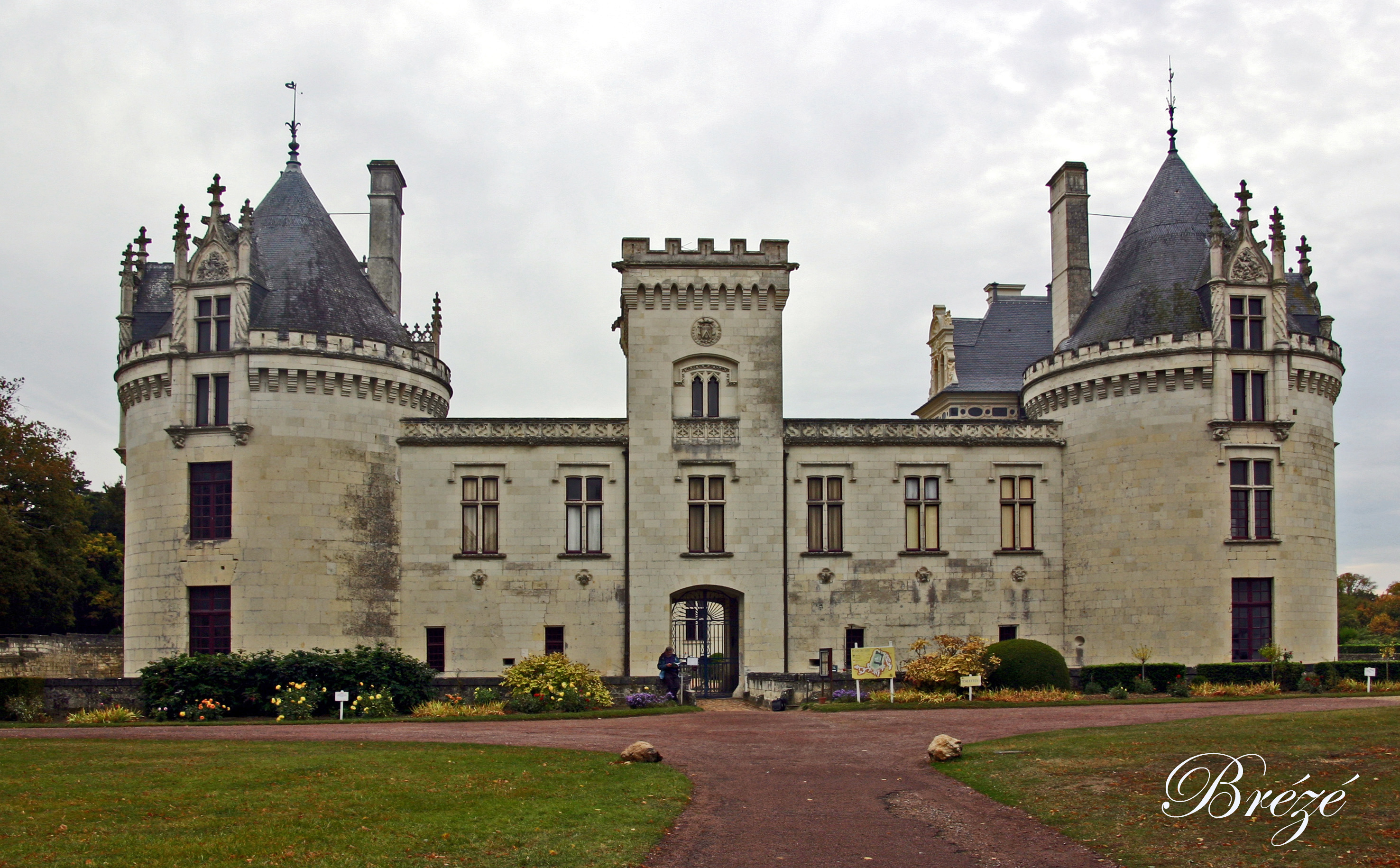
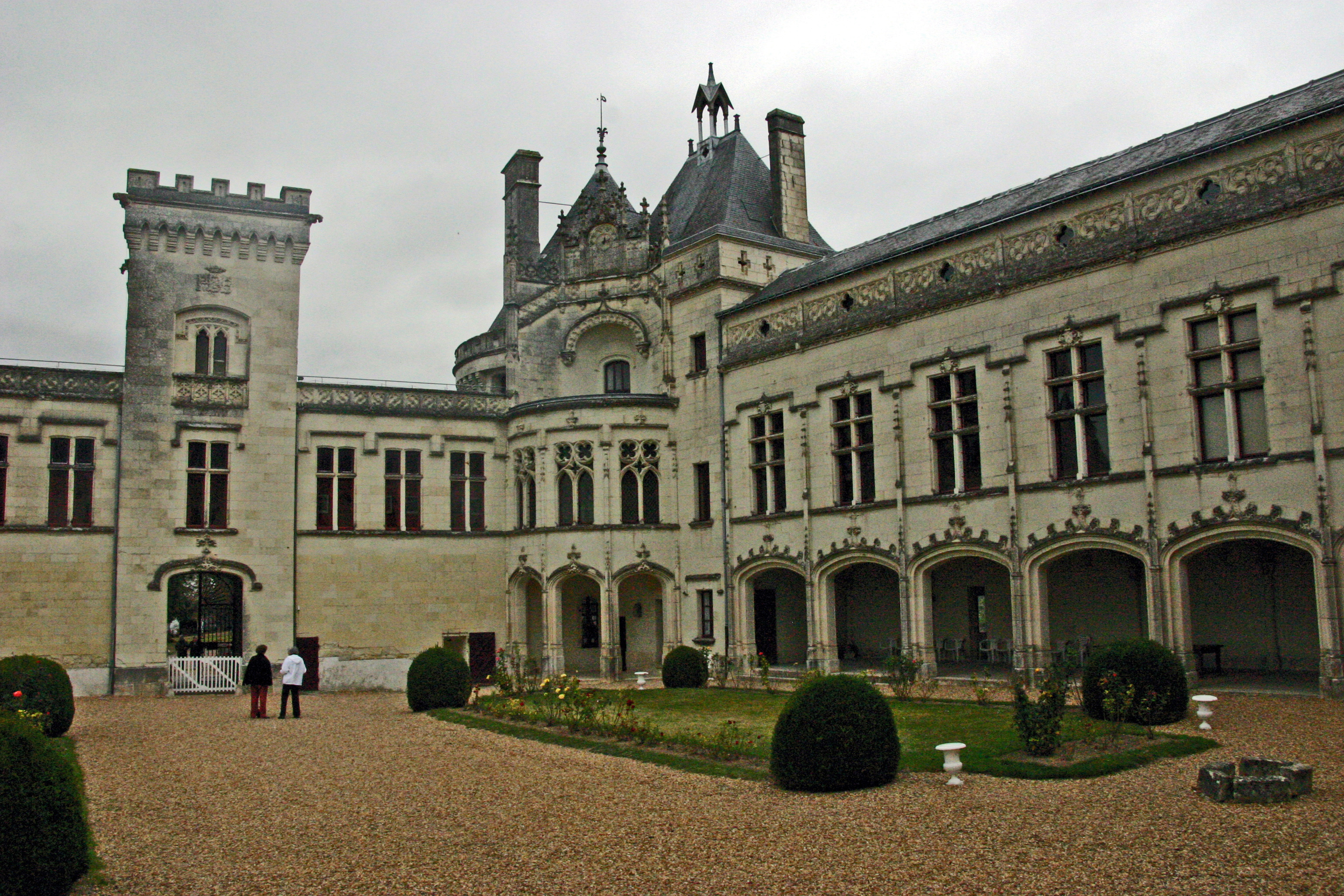
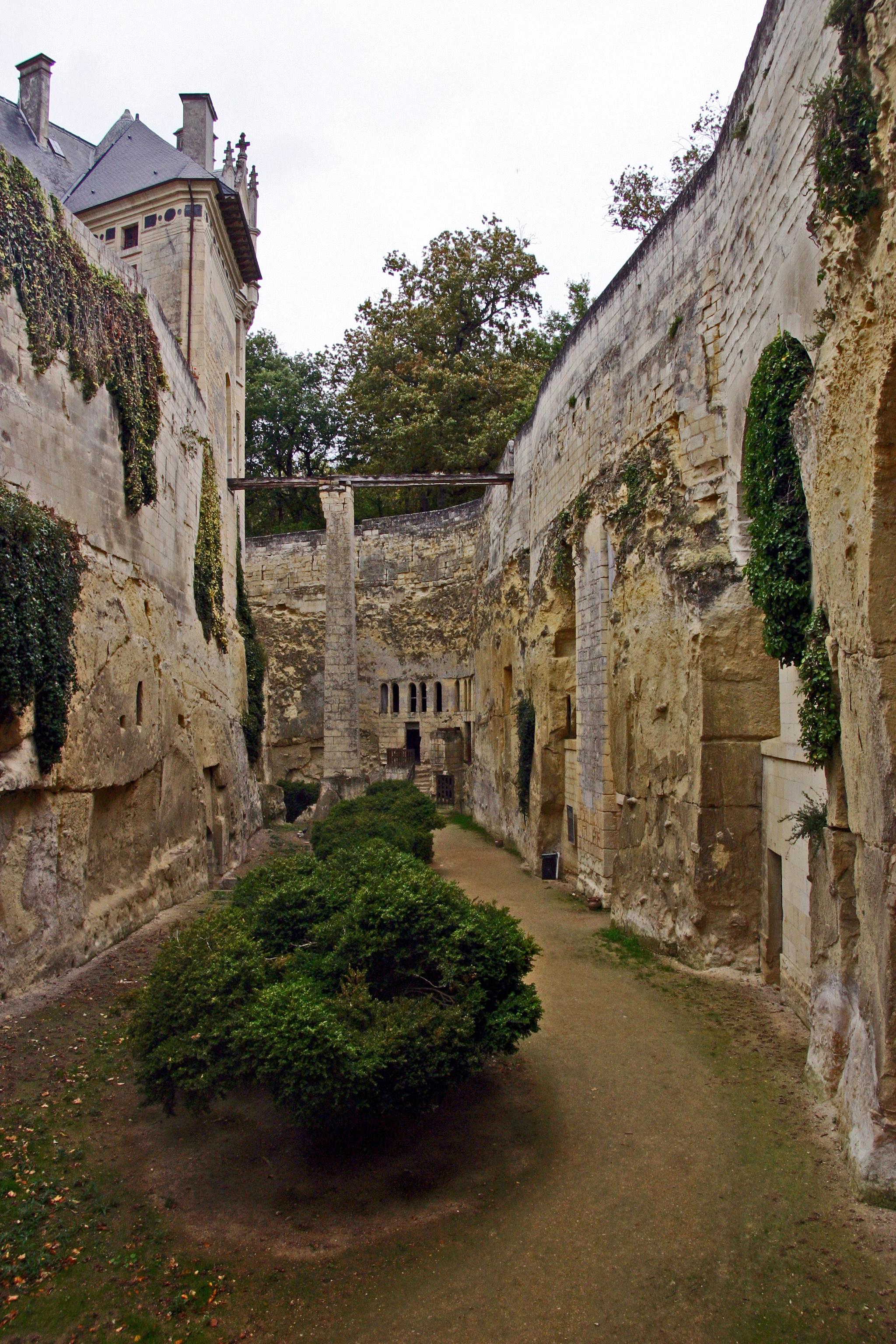
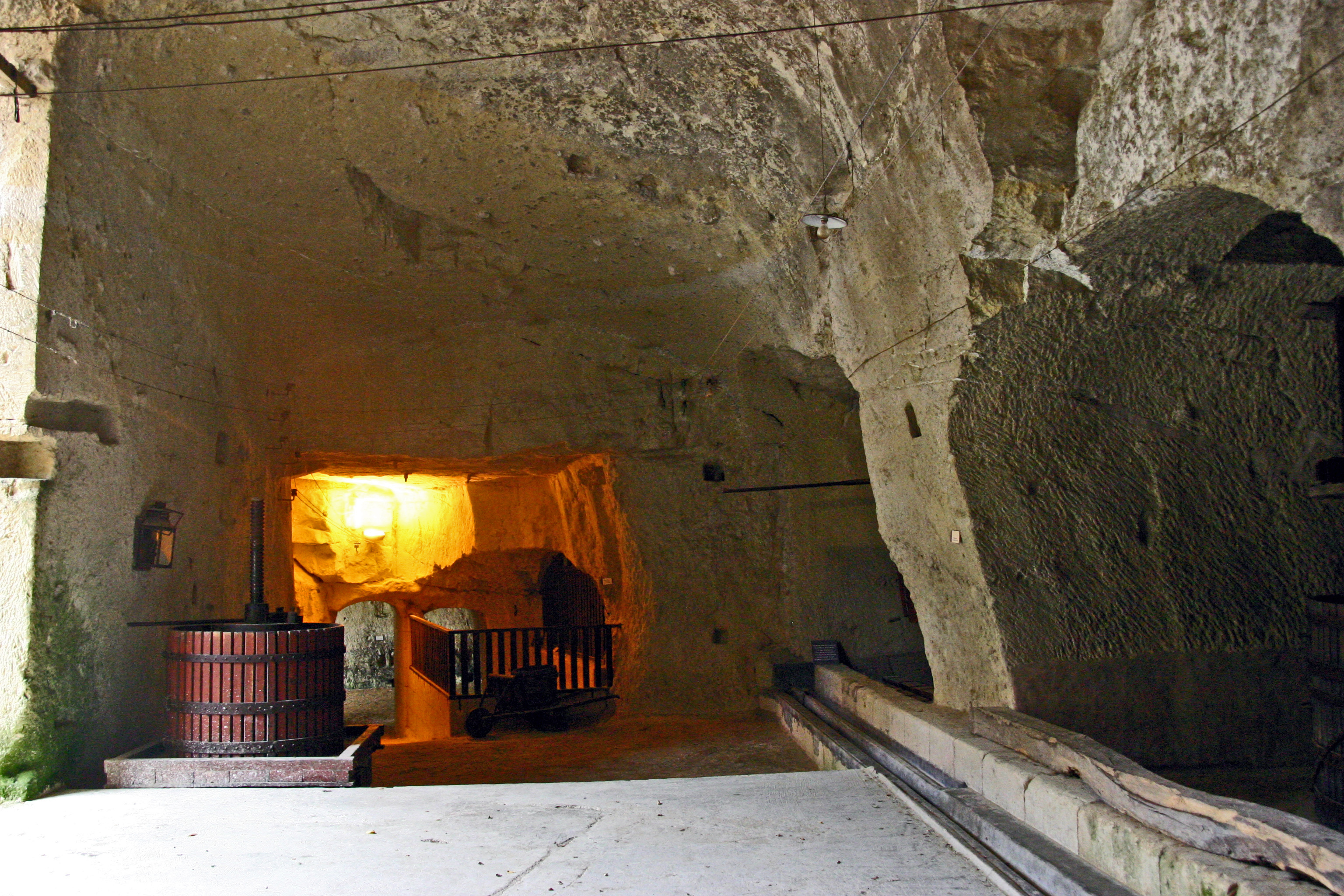
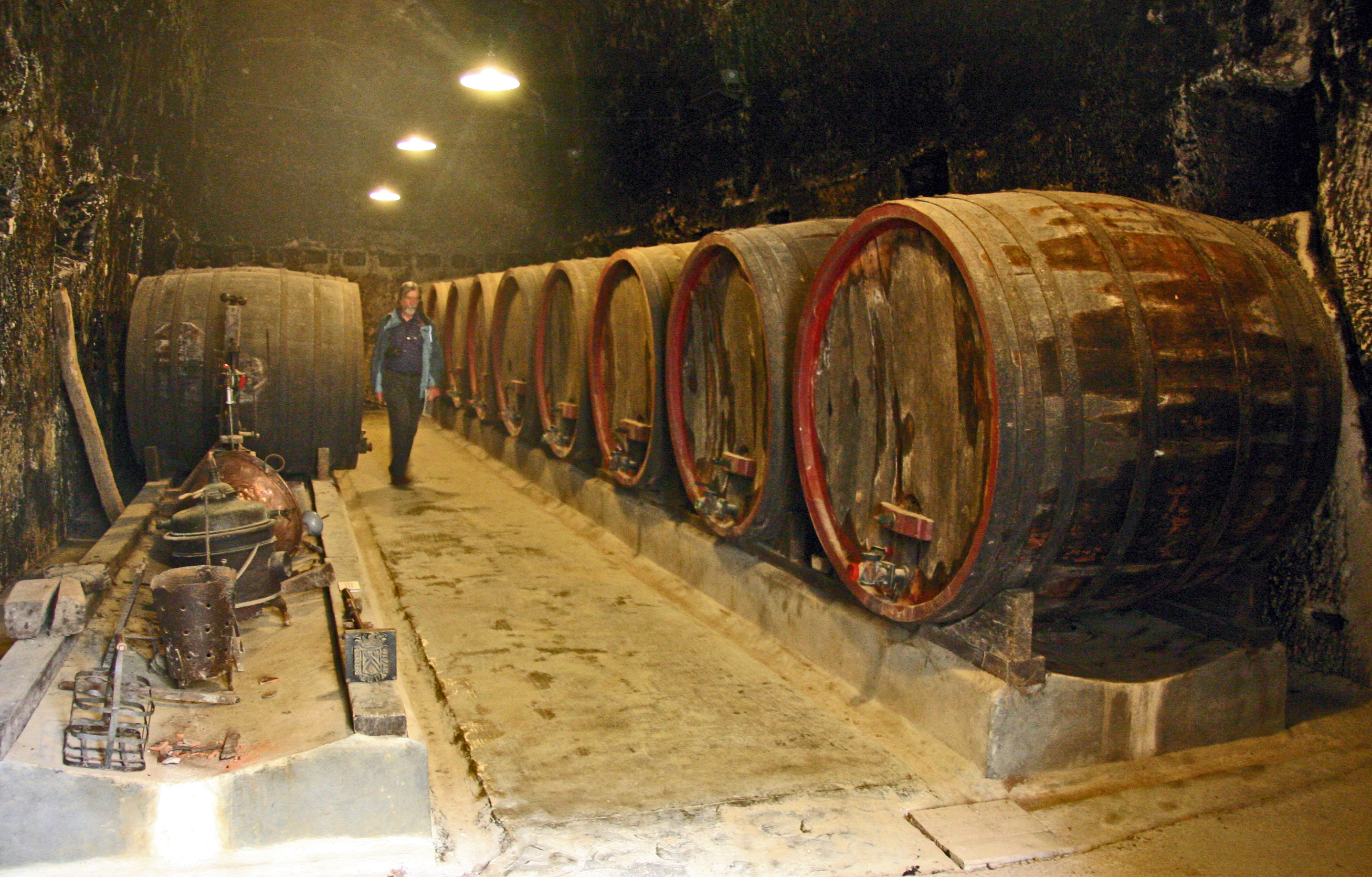